# Ellipanthus hemandradenioides
Ellipanthus hemandradenioides là một loài thực vật có hoa trong họ Connaraceae. Loài này được Brenan mô tả khoa học đầu tiên năm 1947.